# صموئيل كولينز (أستاذ جامعي)
صموئيل كولينز (بالإنجليزية: Samuel Collins)‏ هو فيزيائي أمريكي، ولد في 28 سبتمبر 1898، وتوفي في 19 يونيو 1984 في واشنطن العاصمة في الولايات المتحدة.

## وصلات خارجية
- صموئيل كولينز على موقع إن إن دي بي (الإنجليزية)